# Natalena
 (juillet 2022).
 (juillet 2022).
Natalena est un prénom féminin d'origine occitan , qui vient du prénom dérivé Nathalie[pas clair][Interprétation personnelle ?].

## Étymologie
Le prénom Natalena vient du mot natalis dies qui signifie dans le terme de naissance.

## Historique
- Tous les Natalena sont fêtées le 27 juillet, avec les Nathalie.

## Personnes portant le prénom
- Pour l'ensemble des articles sur les personnes portant ce prénom, consulter :
  - la liste des articles dont le titre commence par ce prénom
  - les listes produites par Wikidata : Liste des personnes de prénom « Natalena » — même liste en incluant les éventuels prénoms composés qui contiennent « Natalena ».